# Церква святого великомученика Димитрія Солунського (Коршилівка)
Церква святого великомученика Димитрія Солунського в Коршилівці — парафія і храм Підволочиського благочиння Тернопільської єпархії Православної церкви України в селі Коршилівка Тернопільського району Тернопільської области.
Оголошена пам'яткою архітектури місцевого значення.

## Історія церкви
За переказами, поранений козак Волошин, якого вилікувала місцева жителька, на знак подяки наносив дубових колод, з яких збудували перший дерев'яний храм. Його освятили на честь святого великомученика Димитрія Солунського.
Оскільки стара будівля була в аварійному стані, у 1901 році завершили спорудження нової кам'яної церкви. Під час будівельних робіт знайшли та перепоховали прах козака Волошина на церковному подвір'ї. Біля дзвіниці звели вартівню.
До 1935 року настоятелем був Теофіл Копистянський. При церкві діяло братство «Апостольство молитви».
У 1935 році село відвідав єпископ Іван Бучко.

## Парохи
- о. Теофіл Копистянський,
- о. Іван Луб'янецький (уродженець села),
- о. Сагайдаківський,
- о. Семен Лісничук,
- о. Василь Пущль,
- о. Василь Сеник.